# Boca Raton Bowl 2018
Match précédent Match suivant
Le Boca Raton Bowl 2018 est un match de football américain de niveau universitaire joué après la saison régulière de 2018, le 18 décembre 2018 au FAU Stadium de Boca Raton dans l'État de Floride aux États-Unis.
Il s'agit de la 5e édition du Boca Raton Bowl.
Le match met en présence l’équipe des Blazers de l'UAB issue de la Conference USA et l’équipe des Huskies de Northern Illinois issue de la Mid-American Conference.
Il débute à 19 heures, heure locale et est retransmis à la télévision par ESPN.
Sponsorisé par la société Cheribundi (en), le match est officiellement dénommé le 2018 Cheribundi Raton Bowl.
Les Blazers de l'UAB gagnent le match sur le score de 37 à 13.

## Présentation du match
| Équipes                                                                               | Conférences | Entraîneurs     | Stats. saison rég. | Classements avant le bowl CFP-AP-Coaches |
| ------------------------------------------------------------------------------------- | ----------- | --------------- | ------------------ | ---------------------------------------- |
| Blazers de l'UAB                                                                      | C-USA       | Bill Clark (en) | 10 - 3             | NC                                       |
| Huskies de Northern Illinois                                                          | MAC         | Rod Carey (en)  | 8 - 5              | NC                                       |
| Arbitre : ? Équipe donnée favorite par les bookmakers : Northern Illinois par 1 point |             |                 |                    |                                          |

Il s'agit de la première rencontre entre ces deux équipes.

### Blazers de l'UAB
Avec un bilan global en saison régulière de 10 victoires et 3 défaites (7-1 en matchs de conférence), l'Université d'Alabama de Birmingham est éligible et le 2 décembre, elle accepte l'invitation pour participer au Boca Raton Bowl de 2018.
Ils terminent 1er de la West Division de la Conference USA et remportent la finale de conférence 27 à 25 contre les Blue Raiders de Middle Tennessee.
À l'issue de la saison 2018 (bowl non compris), ils n'apparaissent pas dans les classements CFP, AP et Coaches.
Il s'agit de leur première apparition au Boca Raton Bowl.
| Poste       | Joueur        | Statistiques                                                    |
| ----------- | ------------- | --------------------------------------------------------------- |
| Quarterback | A.J. Erdely   | 111/198 passes réussies pour 1539 yards, 7 TDs, 7 interceptions |
| Coureur     | Spenser Brown | 247 courses pour 1149 yards nets gagnés et 16 TDs               |
| Receveur    | Xavier Ubosi  | 28 réceptions pour 610 yards et 5 TDs                           |

### Huskies de Northern Illinois
Avec un bilan global en saison régulière de 8 victoires et 5 défaites (6-2 en matchs de conférence), l'Université de Northern Illinois est éligible et le 2 décembre, elle accepte l'invitation pour participer au Boca Raton Bowl de 2018.
Ils terminent premiers de la West Division de la Mid-American Conference et remportent ensuite leur finale de conférence 30 à 29 contre les Bulls de Buffalo.
À l'issue de la saison 2018 (bowl non compris), ils n'apparaissent pas dans les classements CFP, AP et Coaches.
Il s'agit de leur 2e participation au Boca Raton Bowl puisqu'ils avaient perdu le Boca Raton Bowl 2014 52 à 23 contre le Thundering Herd de Marshall.
| Poste       | Joueur          | Statistiques                                                      |
| ----------- | --------------- | ----------------------------------------------------------------- |
| Quarterback | Marcus Childers | 212/368 passes réussies pour 1996 yards, 15 TDs, 10 interceptions |
| Coureur     | Tre Harbison    | 188 courses pour 985 yards nets gagnés et 4 TDs                   |
| Receveur    | Jauan Wesley    | 49 réceptions pour 585 yards et 2 TDs                             |

## Résumé du match
Résumé et photo sur la page du site francophone The Blue Pennant.
Début du match à 19 h 05, fin à 20 h 21 pour une durée totale de jeu de 3 h 16 min.
Températures de 20 °C, vent d'Est de 8 km/h, ciel plutôt clair.
| QT          | Temps       | Drive       | Drive       | Drive       | Équipe      | Description de l'action | Score | Score |
| QT          | Temps       | Jeux        | Yards       | TDP         | Équipe      | Description de l'action | UAB   | NIU   |
| ----------- | ----------- | ----------- | ----------- | ----------- | ----------- | --- | ----- | ----- |
| 1           | 14:42       | 1           | 70          | 00:18       | UAB         | TD de 70 yards par WR Ubosi, Xavier à la suite d'une réception de passe de QB Johnston III Tyler + 1 point de conversion par K Vogel, Nick | 7     | 0     |
| 1           | 08:08       | 13          | 70          | 05:41       | UAB         | FG de 25 yards par K Vogel, Nick | 10    | 0     |
| 1           | 00:30       | 9           | 59          | 03:53       | NIU         | TD à la suite d'une course de 1 yards par RB Harbison, Tre + 1 point de conversion par K Gantz, Andrew                                     | 10    | 7     |
| 2           | 12:08       | 8           | 54          | 03:22       | UAB         | TD de 3 yards par RB Brown, Spencer à la suite d'une réception de passe de QB Johnston III Tyler + 1 point de conversion par K Vogel, Nick | 17    | 7     |
| 2           | 07:41       | 12          | 65          | 04:27       | NIU         | FG de 27 yards par K Gantz, Andrew | 17    | 10    |
| 2           | 05:11       | 7           | 75          | 02:30       | UAB         | TD de 46 yards par WR Ubosi, Xavier à la suite d'une réception de passe de QB Johnston III Tyler + 1 point de conversion par K Vogel, Nick | 24    | 10    |
| 2           | 00:00       | 6           | 13          | 02:21       | UAB         | FG de 35 yards par K Vogel, Nick | 27    | 10    |
| 3           | 07:38       | 16          | 71          | 07:22       | NIU         | FG de 21 yards par K Gantz, Andrew | 27    | 13    |
| 3           | 05:12       | 6           | 87          | 02:23       | UAB         | TD de 66 yards par WR Ubosi, Xavier à la suite d'une réception de passe de QB Johnston III Tyler + 1 point de conversion par K Vogel, Nick | 34    | 13    |
| 3           | 00:22       | 8           | 40          | 03:11       | UAB         | FG de 42 yards par K Vogel, Nick | 37    | 13    |
| Score final | Score final | Score final | Score final | Score final | Score final | Score final | 37    | 13    |

## Statistiques
| Système | Nom          | Équipe | Poste |
| ------- | ------------ | ------ | ----- |
| Attaque | Xavier Ubosi | UAB    | WR    |
| Défense | Anthony Rush | UAB    | NT    |

| Statistiques                           | UAB                                                   | NIU                                                   |
| -------------------------------------- | ----------------------------------------------------- | ----------------------------------------------------- |
| 1er down                               | 20                                                    | 21                                                    |
| 1er down à la course                   | 6                                                     | 8                                                     |
| 1er down à la passe                    | 14                                                    | 8                                                     |
| 1er down suite pénalité                | 0                                                     | 5                                                     |
| Conversion de 3e down                  | 7/14                                                  | 6/17                                                  |
| Conversion de 4e down                  | 1/1                                                   | 2/4                                                   |
| Jeux–yards                             | 65 jeux pour 476 yards                                | 73 jeux pour 287 yards                                |
| Yards à la course                      | 36 courses pour 103 yards moyenne de 2,9 yards/course | 44 courses pour 108 yards moyenne de 2,5 yards/course |
| Yards à la passe                       | 373                                                   | 179                                                   |
| Passes : Réussies-Tentées-Interceptées | 17/29 passes complétées, 1 interception               | 22/29 passes complétées, 0 interception               |
| Réussite en zone rouge/chances         | 4/4                                                   | 3/4                                                   |
| TD                                     | 4                                                     | 1                                                     |
| Field Goals                            | 3/3                                                   | 2/2                                                   |
| Sacks (Nombre-Yards)                   | 5 pour 27 yards adverses perdus                       | 0/0                                                   |
| Fumbles (Nombre/Perdus)                | 0/0                                                   | 3/2                                                   |
| Pénalités (Nombre/Yards perdus)        | 10 pour 79 yards perdus                               | 4 pour 25 yards perdus                                |
| Temps de possession                    | 28:08                                                 | 31:52                                                 |

| Quarterbacks        | Quarterbacks        | Quarterbacks                                                                                 |
| ------------------- | ------------------- | -------------------------------------------------------------------------------------------- |
| UAB                 | JOHNSTON III, Tyler | 17/29 passes complétées, 373 yards, 1 interception, 4 TDs, 0 sack subi, évaluation QB=205,3  |
| NIU                 | CHILDERS, Marcus    | 22/29 passes complétées, 179 yards, 0 interception, 0 TD, 5 sacks subis, évaluation QB=127,7 |
| Meilleurs coureurs  |                     |                                                                                              |
| UAB                 | BROWN, Spencer      | 25 courses pour 78 yards nets gagnés, 0 TD, moyenne de 3,1 yards/course                      |
| NIU                 | HARBISON, Tre       | 18 courses pour 49 yards nets gagnés, 1 TD, moyenne de 2,7 yards/course                      |
| Meilleurs receveurs |                     |                                                                                              |
| UAB                 | UBOSI, Xavier       | 7 réceptions pour 227 yards gagnés, 3 TDs                                                    |
| NIU                 | TEARS, Spencer      | 6 réceptions pour 50 yards gagnés, 0 TD                                                      |
| Meilleurs tacklers  |                     |                                                                                              |
| UAB                 | DIGGS, Mar'Sean     | 10 tacles dont 5 en solo                                                                     |
| NIU                 | JONES-DAVIS, A      | 11 tacles dont 5 en solo, 1 TFL pour 3 yards                                                 |